# Matteo Gabbia
Matteo Gabbia (21. říjen 1999, Busto Arsizio), Itálie) je italský fotbalový obránce hrající od začátku své kariéry za italský klub AC Milán.

## Kariéra

### Klubová
Svůj první zápas za Rossoneri odehrál 24. srpna 2017 v Evropské lize, proti FK Škendija 79 Tetovo. V následující sezoně odehrál v třetíligové Lucchese, kde byl poslán na hostování. Po návratu k Rossoneri byl náhradníkem, který nastupoval při absenci z některých hráčů základní jedenáctky. V sezoně 2021/22 slavil zisk titulu. Dne 25. října 2022 vstřelil první branku za Rossoneri proti Dinamu Záhřeb v LM. Svou čtvrtou sezonu zakončil bilancí 17 utkání a jedna branka.
V létě 2023 byl poslán na hostování do španělského klubu Villarreal. Hostování bylo v lednu 2024 předčasně zrušeno a vrátil se zpět k Rossoneri, kde odehrál zbytek sezony a vstřelil celkem 3 branky.

### Reprezentační
Byl pravidelným reprezentantem v mládežnických týmech do 15 let, do 16 let, do 17 let, do 18 let, do 19 let a do 20 let. Velkým úspěchem bylo druhé místo na ME U19 v roce 2018.
6. září 2019 debutoval za Itálie U21 na přátelském utkání proti Moldavsku (4:0).

## Statistika
| Sezóna          | Klub            | Liga             | Liga   | Liga | Domácí poháry | Domácí poháry | Domácí poháry | Kontinentální poháry | Kontinentální poháry | Kontinentální poháry | Celkem | Celkem |
| Sezóna          | Klub            | Soutěž           | Zápasy | Góly | Soutěž        | Zápasy        | Góly          | Soutěž               | Zápasy               | Góly                 | Zápasy | Góly   |
| --------------- | --------------- | ---------------- | ------ | ---- | ------------- | ------------- | ------------- | -------------------- | -------------------- | -------------------- | ------ | ------ |
| 2017/18         | Milán           | Serie A          | 0      | 0    | IP            | 0             | 0             | EL                   | 1                    | 0                    | 1      | 0      |
| 2018/19         | Lucchese        | Serie C          | 30     | 1    | IP            | 0             | 0             | -                    | 0                    | 0                    | 30     | 1      |
| 2019/20         | Milán           | Serie A          | 9      | 0    | IP            | 1             | 0             | -                    | 0                    | 0                    | 10     | 0      |
| 2020/21         | Milán           | Serie A          | 8      | 0    | IP            | 0             | 0             | EL                   | 5                    | 0                    | 13     | 0      |
| 2021/22         | Milán           | Serie A          | 8      | 0    | IP            | 2             | 0             | LM                   | 0                    | 0                    | 10     | 0      |
| 2022/23         | Milán           | Serie A          | 12     | 0    | IP+IS         | 1+0           | 0+0           | LM                   | 4                    | 1                    | 17     | 1      |
| 2023/24         | Villarreal      | Primera División | 7      | 0    | ŠP            | 0             | 0             | EL                   | 6                    | 0                    | 13     | 0      |
| 2024            | Milán           | Serie A          | 18     | 2    | IP            | 1             | 0             | EL                   | 6                    | 1                    | 25     | 3      |
| 2024/25         | Milán           | Serie A          | 25     | 2    | IP+IS         | 2+1           | 0             | LM                   | 6                    | 0                    | 34     | 2      |
| Celkem za Milán | Celkem za Milán | Celkem za Milán  | 80     | 4    | -             | 8             | 0             | -                    | 22                   | 2                    | 110    | 6      |
| Celkově         | Celkově         | Celkově          | 117    | 5    | -             | 8             | 0             | -                    | 28                   | 2                    | 153    | 7      |

## Úspěchy

### Klubové
- vítěz italské ligy (1x)

Milán: 2021/22
- vítěz italského superpoháru (1x)

Milán: 2024

### Reprezentační
- 1× na MS 20 (2019)
- 1× na ME 21 (2021)